# Hofen (Aalen)
Hofen ist ein Stadtbezirk der Großen Kreisstadt Aalen im Ostalbkreis in Baden-Württemberg (Deutschland).

## Geographie

### Geographische Lage
Vom Ortskern Hofens sind es etwa 4 km Luftlinie zur Aalener Innenstadt. Der nächstgelegene Stadtbezirk ist Wasseralfingen (nahezu fließender Übergang). Die nächsten Gemeinden sind Hüttlingen (ca. 1,5 km) und Westhausen (ca. 4,5 km).
Das Bezirksgebiet Hofens grenzt im Nordwesten an Hüttlingen, im Norden an Rainau und im Osten an Westhausen. Außerdem grenzt es an insgesamt vier andere Aalener Stadtbezirke: Im Westen an Wasseralfingen, im Südwesten an das Gebiet der Kernstadt Aalens, im Süden an das Gebiet von Unterkochen sowie im Südosten an das Gebiet des Bezirks Waldhausen.

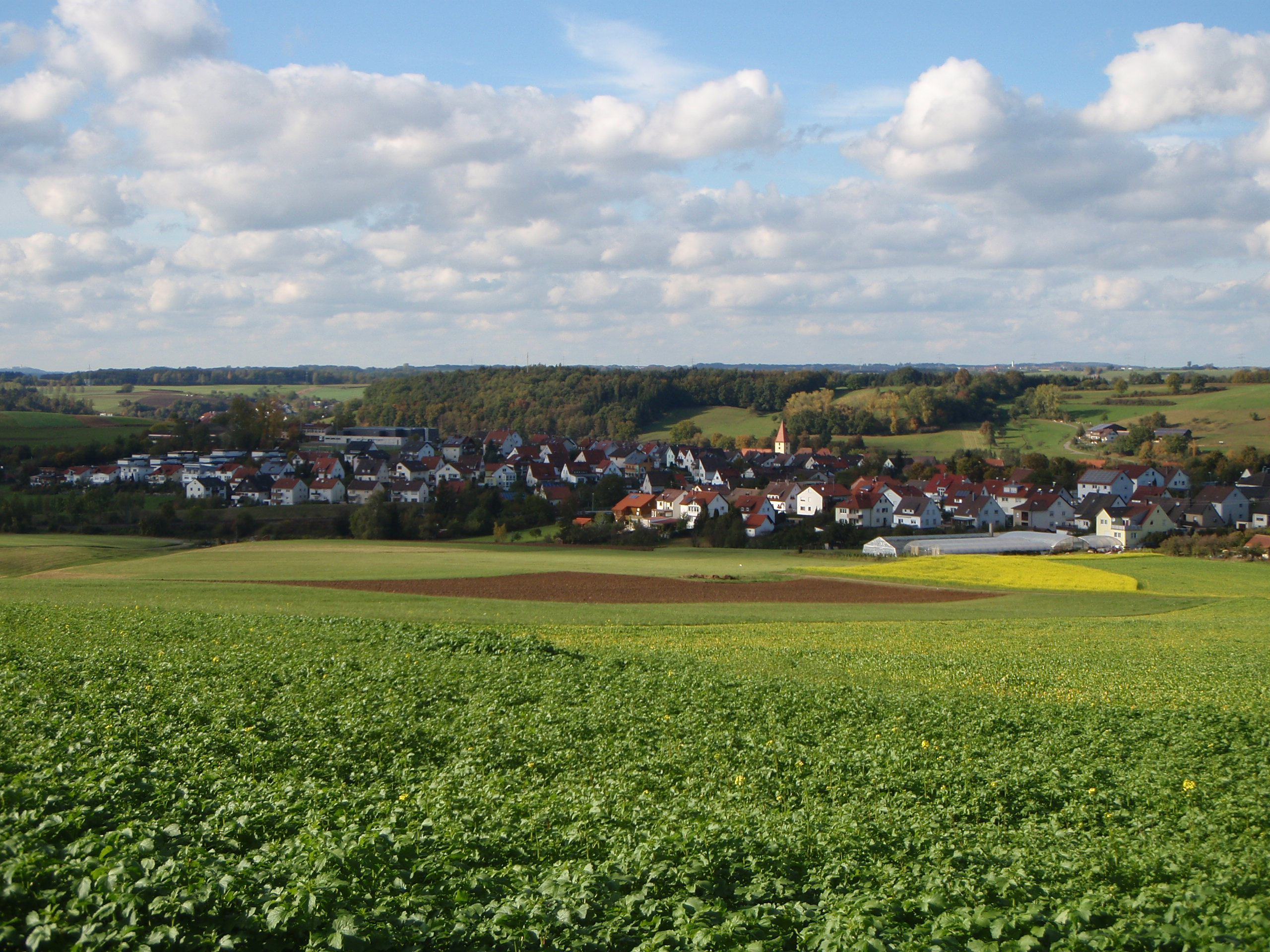
Hofen mit Attenhofen vom Eichelberg gesehen

### Ausdehnung des Gemeindegebiets
Das Kerngebiet Hofens erstreckt sich auf etwa 0,3 km2, mit seinen Teilorten Attenhofen, Fürsitz, Goldshöfe, Heimatsmühle, Oberalfingen und Wagenrain hat das Stadtgebiet eine Fläche von 12,6 km2.

## Geschichte
Hofen wurde relativ spät, 1397, erstmals erwähnt. Es ist jedoch davon auszugehen, dass der Ort um einiges älter ist. Wahrscheinlich als Ausbausiedlung Wasseralfingens und Hüttlingens aus fränkischer Zeit (zwischen 5. und 9. Jahrhundert), stand Hofen unter der Herrschaft der Herren von Ahelfingen, einem Rittergeschlecht, das um 1200 erstmals genannt wurde. Diese bauten auf einem Vorberg des Flexnermassivs ihre Stammburg, die Burg Hohenalfingen. Um 1300 spaltete sich das Geschlecht in zwei Familienstämme, die Burg gehörte fortan der Ulrich’schen Linie. Diese verschuldete sich zunehmend, sodass die Burg mit dem Dorf Hofen 1404 an den anderen Familienstamm der Ahelfinger, die Konrad’sche Linie, verkauft werden musste. 1503 starb die Konrad’sche Linie aus, ihren gesamten Besitz erbte die Ulrich’sche Linie. So gelangten Burg und Dorf wieder an ihre einstigen Eigentümer zurück. Nachdem 1545 auch die Ulrich’sche Linie ausstarb, wurde ihr gesamter Besitz 1553 von der Fürstpropstei Ellwangen eingezogen.

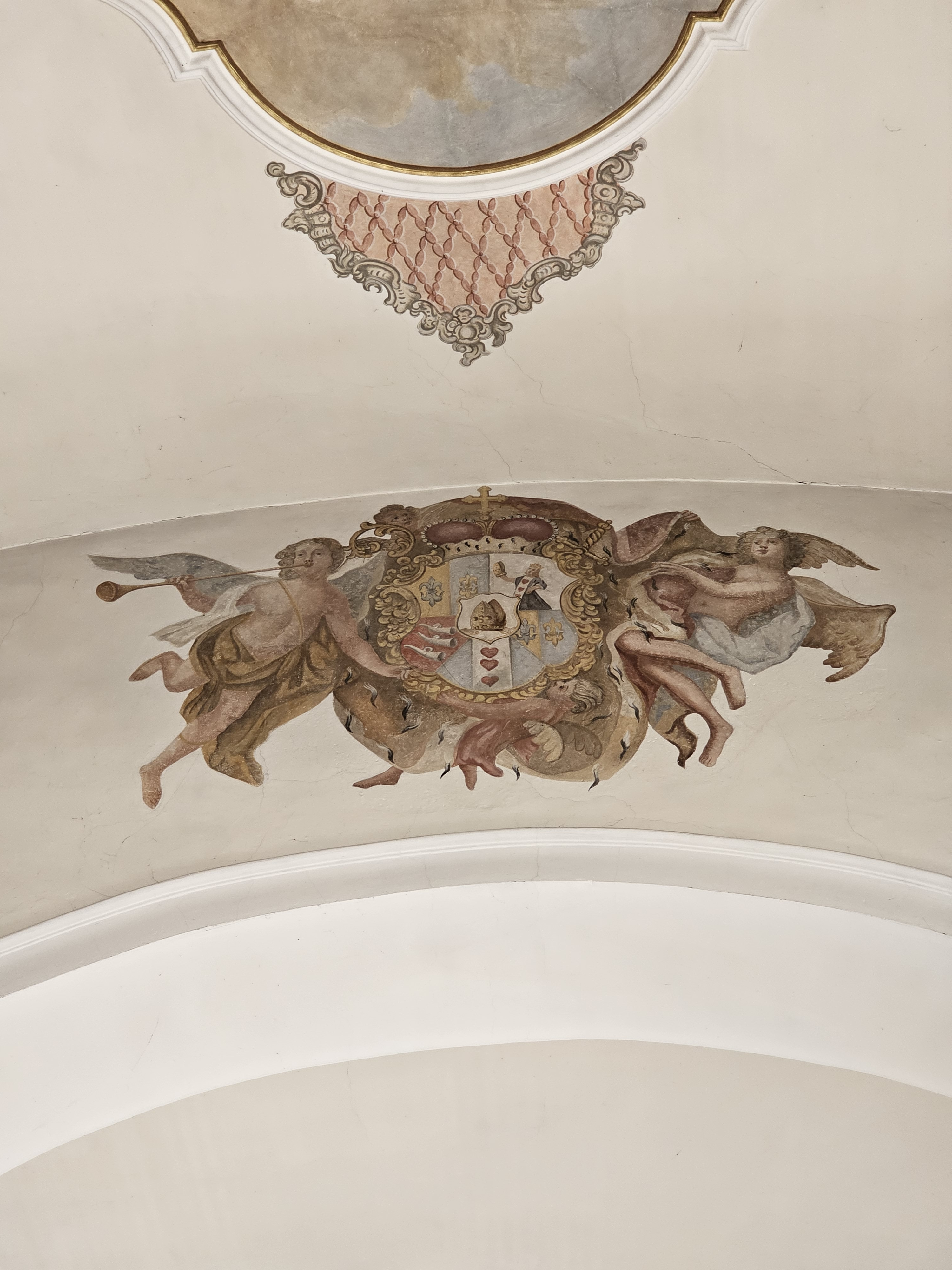
Wappen des Ellwanger Fürstprobstes Anton Ignaz Fugger Glött des Erbauers der Hofener St.-Georgs-Kirche (vor dem Chor)

Während des Bauernkrieges wurde die Burg im 16. Jahrhundert zerstört, die verbliebenen Reste verschwanden im Dreißigjährigen Krieg fast vollständig. Heute erinnern nur noch ein tiefer Halsgraben und wenige Mauerreste an den einstigen Stammsitz der Ahelfinger. Unterhalb des Burghügels liegt der Teilort Oberalfingen, der einst Weiler unter der Burg genannt wurde.
1761 wurde in Wasseralfingen der Hochofen des Hüttenwerks Wasseralfingen eröffnet, das damit das alte Pfarrdorf Hofen wirtschaftlich überflügelte. Trotzdem blieb Hofen bis ins 19. Jahrhundert Mutterpfarrei und Begräbnisort für die wachsende Bevölkerung Wasseralfingens. Von 1762 bis 1775 wurde das Langhaus der katholischen Pfarrkirche St. Georg in barocker Art gebaut und ausgestattet. Im Zuge der Säkularisation wurde 1802 die Fürstpropstei Ellwangen aufgelöst, Hofen kam zum Königreich Württemberg und wurde in die Gemeinde Wasseralfingen eingegliedert. 1845 wurde Hofen wieder selbstständig und erhielt eine eigene Gemeindeverwaltung im Oberamt Aalen. 1859 wurden die Ortschaften Oberalfingen und Heimatsmühle von Wasseralfingen nach Hofen umgemeindet. Mit der Eröffnung der Eisenbahnlinien von Stuttgart über Aalen nach Wasseralfingen und Nördlingen (Bahnstrecke Stuttgart-Bad Cannstatt–Nördlingen) oder Crailsheim (Bahnstrecke Goldshöfe–Crailsheim) wurde Hofen in den 1860ern an das Streckennetz der Württembergischen Eisenbahnen angeschlossen. Noch heute liegen im Stadtgebiet der Haltepunkt Hofen und im Teilort Goldshöfe der gleichnamige Trennungsbahnhof der Bahnstrecken Goldshöfe–Crailsheim und Stuttgart-Bad Cannstatt–Nördlingen.
Am 1. Juli 1972 wurde Hofen wieder in die Stadt Wasseralfingen eingegliedert. Diese wurde am 21. Juni 1975 in die neue Stadt Aalen-Wasseralfingen, die bereits am 1. Juli 1975 in Aalen umbenannt wurde, eingegliedert. Hofen wurde ein eigener Stadtbezirk der neuen Stadt Aalen und erhielt eine eigene Ortsverwaltung und einen eigenen Ortsvorsteher.
Eine besondere Sehenswürdigkeit ist die St. Georgskirche, In der Kirche und im Kirchhof sind zahlreiche Epitaphien vorhanden.

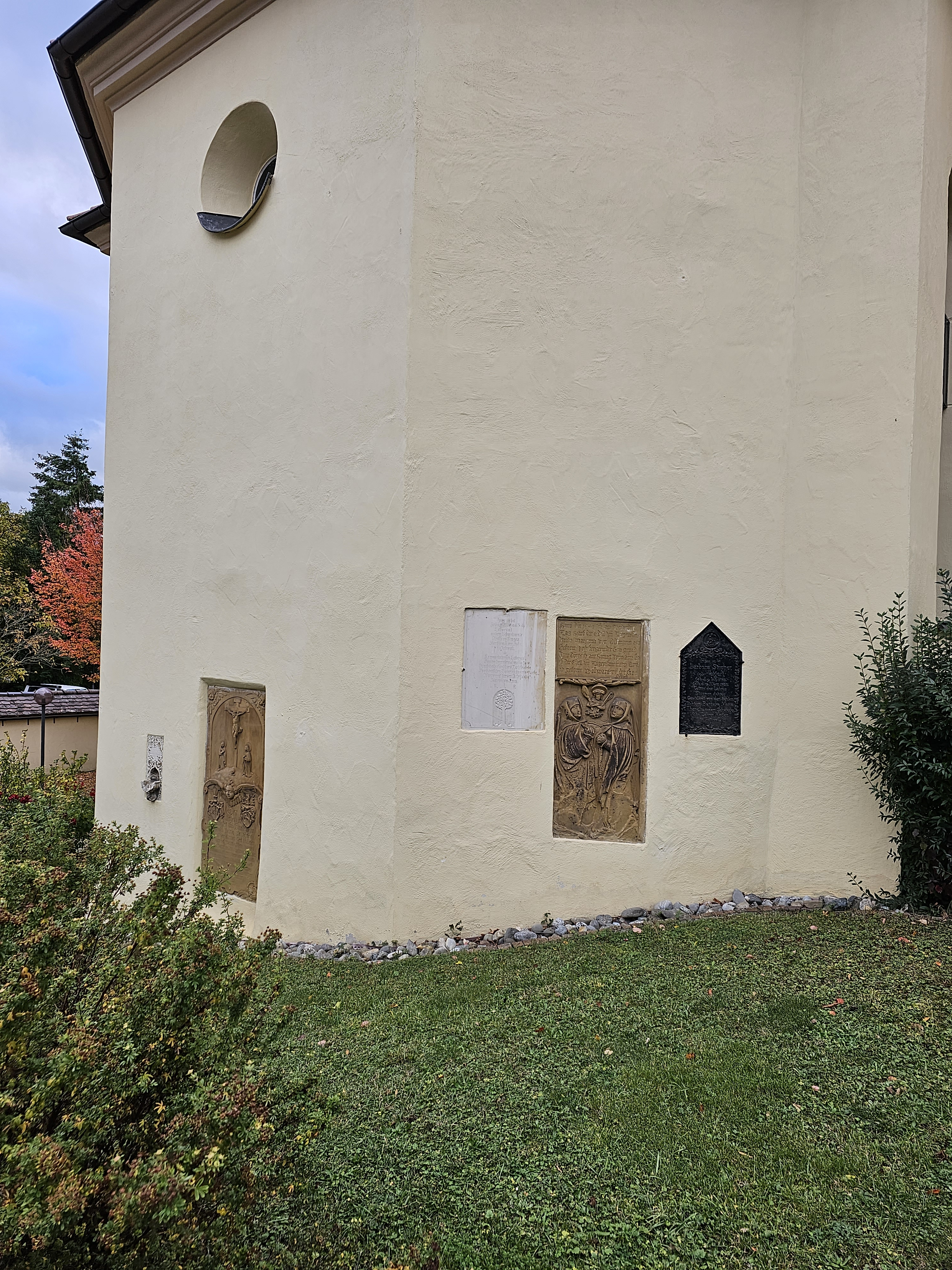
Wand von St. Georg

Teilweise sind diese aus Gusseisen gefertigt und verweisen auf Mitarbeiter der SHW in Wasseralfingen. So findet sich das Epitaph des Johann Ducke eines Schmelzmeisters zu Wasseralfingen, welches auch seine Frau und seinen Sohn nennt. Ducke starb am 9. April 1814 und arbeite mehr als 30 Jahre im Hüttenwerk.

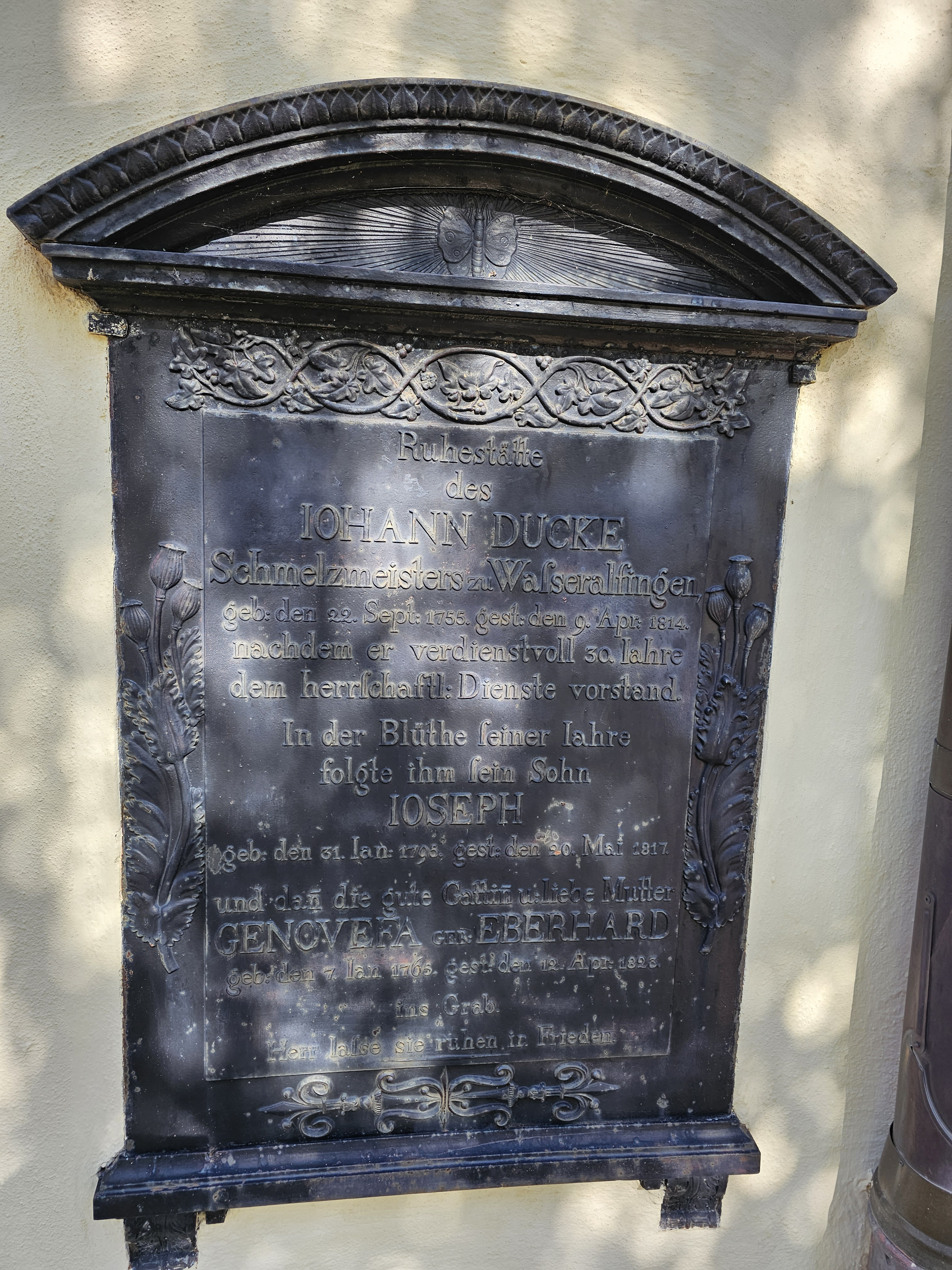
Epitaph des Johann Ducke eines Schmelzmeisters zu Wasseralfingen an der Wand der Kirche St. Georg

Auch kann im Kircheninneren bei zahlreichen Epitaphien noch die originale Farbe vorhanden. Von besonderer kunsthistorischer Bedeutung ist das Doppelepithaph von Amalie von Woellwarth († 1517) und Margarethe von Rechberg († 1540). Bei diesen handelt es sich um die zweite und dritte Frau des letzten Ahelfingers, Wolfgang von Ahelfingen. Dieser starb 1545. Nach dem Tod Wolgangs kam Hofen an die Fürstpropstei Ellwangen

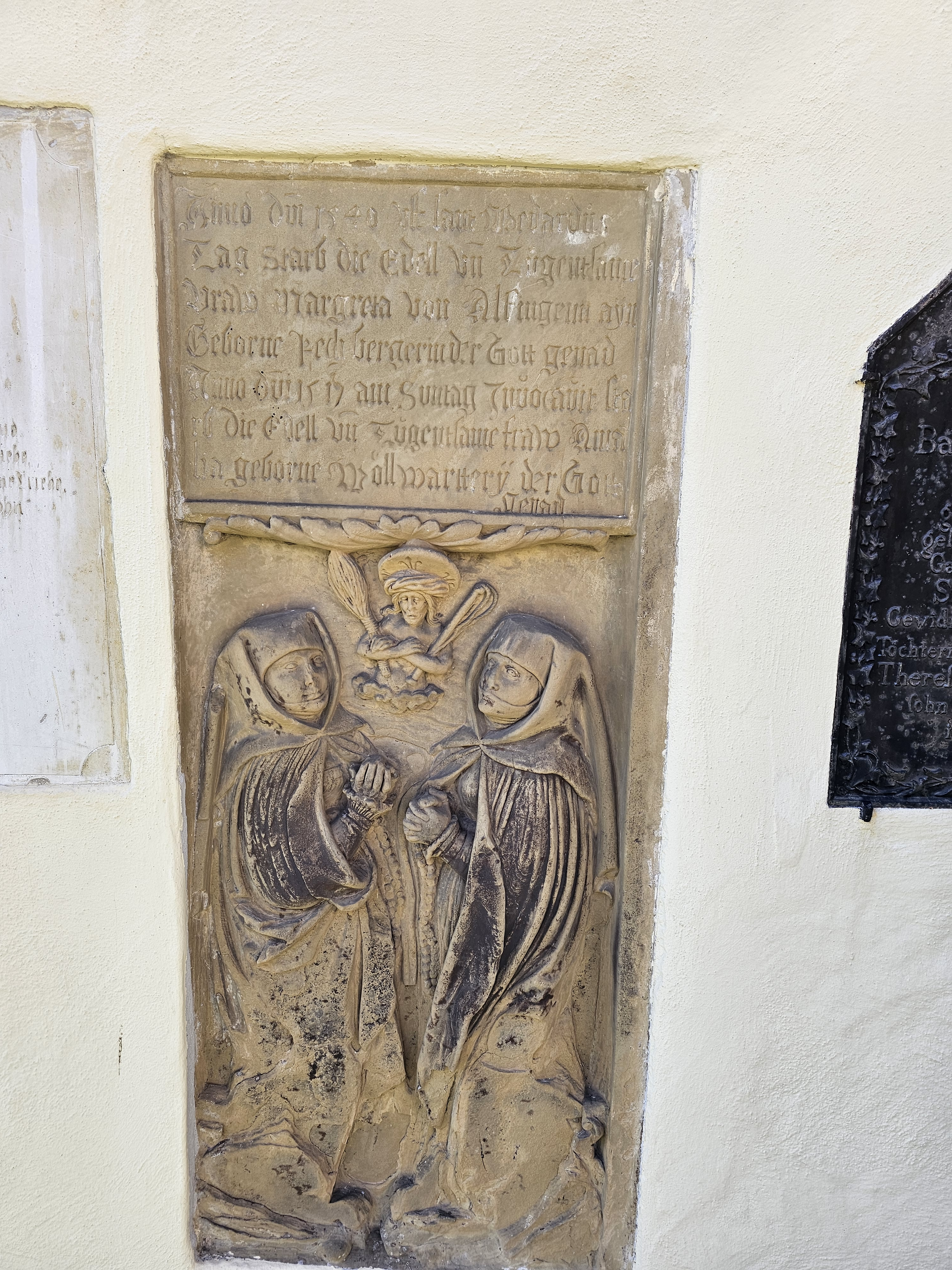
Doppelepithaph von Amalie von Woellwarth († 1517) und Margarethe von Rechberg(† 1540)

Eine besonders gute Erhaltung der Farbe kann am Epitaph des Jacob Blares von Warthensee festgestellt werden Von Warthensee war Erztruchsess des fürstlichen Stiftes in Ellwangen und fürstlich ellwangischer Geheimerrat er starb 1680. Das Epitaph steht also in unmittelbarem Zusammenhang mit der Fürstprobstei Ellwangen (welche der Ortsherr in Hofen war)

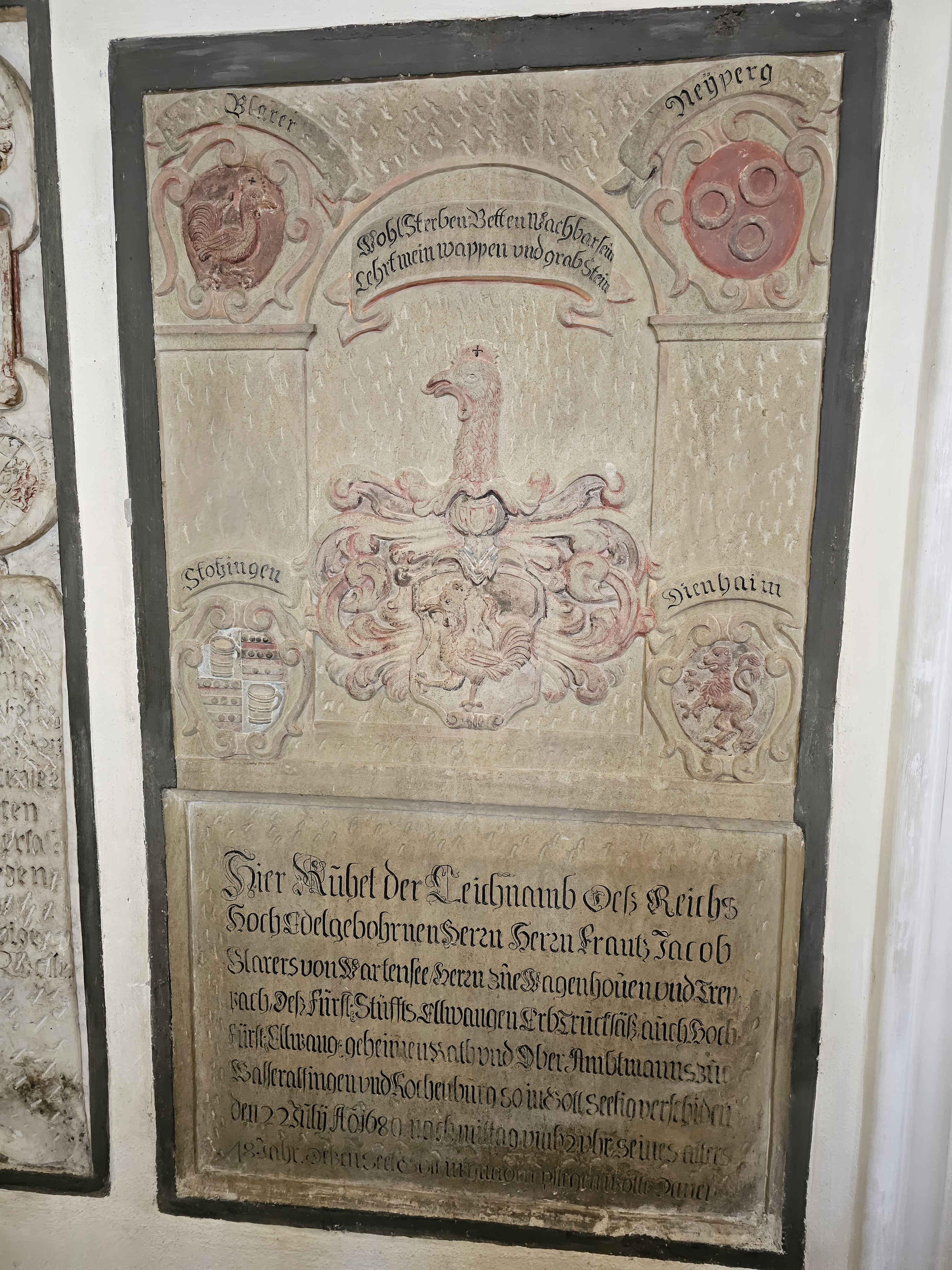
Epitaph des Jacob Blares von Warthensee

## Religionen

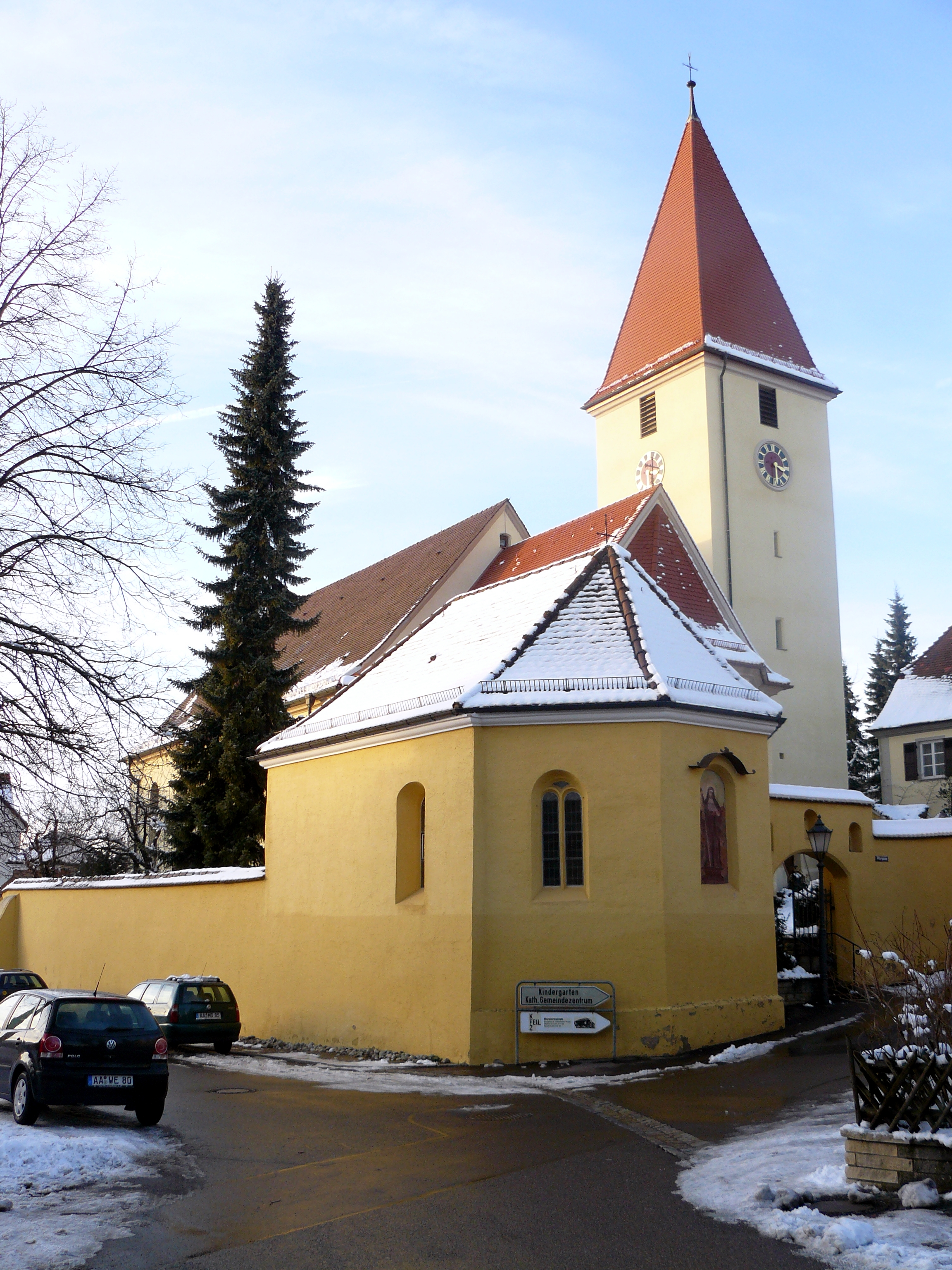
St. Georgskirche

Die überwiegende Mehrheit der Bevölkerung Hofens ist christlich: 71 Prozent der Einwohner gehören dem römisch-katholischen, 17 Prozent dem evangelischen Glauben an. 12 Prozent der Einwohner gehören anderen Religionen an oder hatten bei ihrer Anmeldung keine Angaben gemacht.
Auf dem Kappelberg befindet sich eine monumentale Kreuzigungsgruppe. Bereits am Fuß des Kappelberg im Aalener Ortsteil Wasseralfingen beginnt ein Kreuzweg, welcher an der Kreuzigungsgruppe endet. Die Platten sind aus Gusseisen gefertigt und stammen von der SHW in Wasseralfingen.

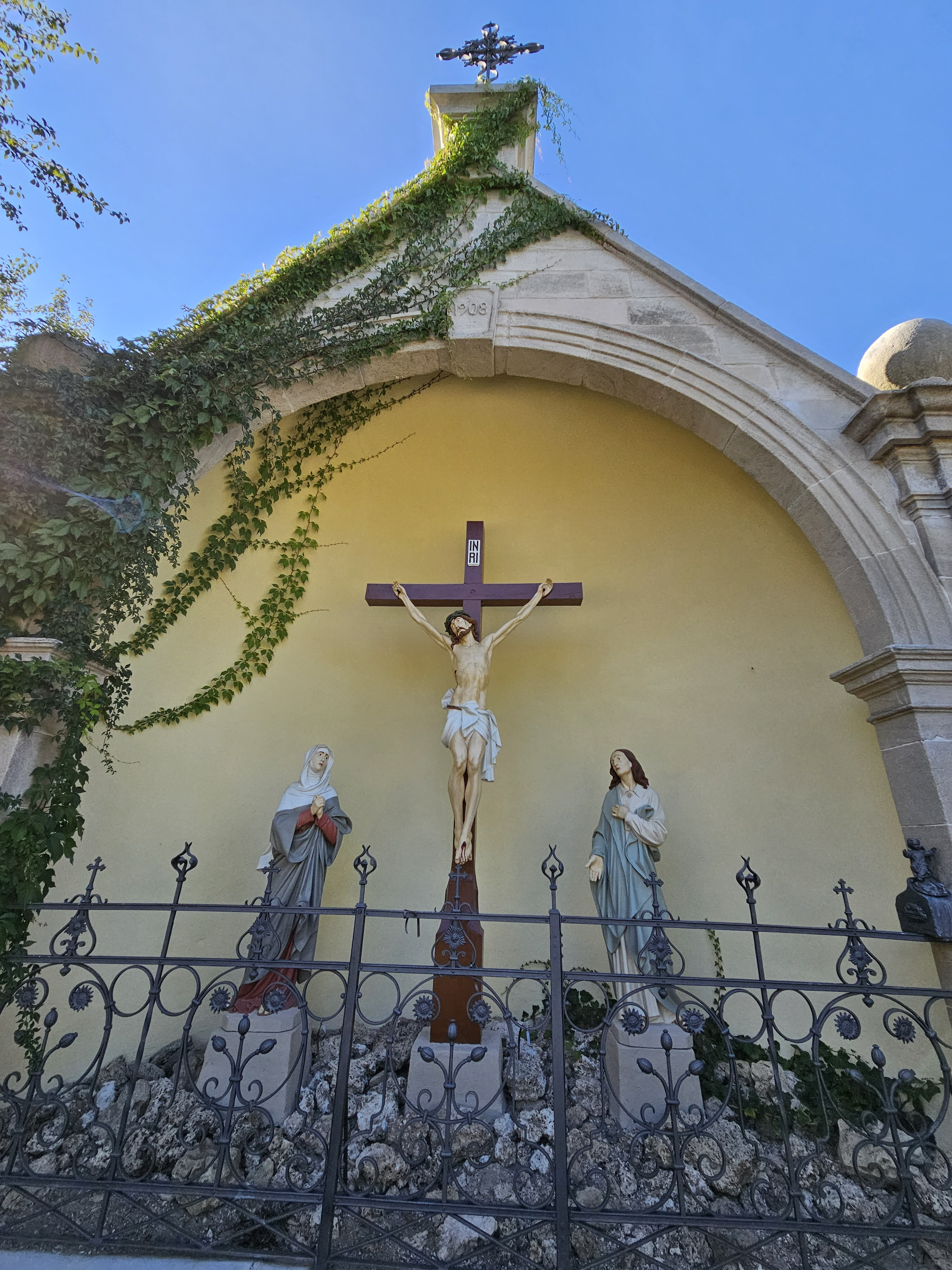
Kreuzigungsgruppe auf dem Kappelberg

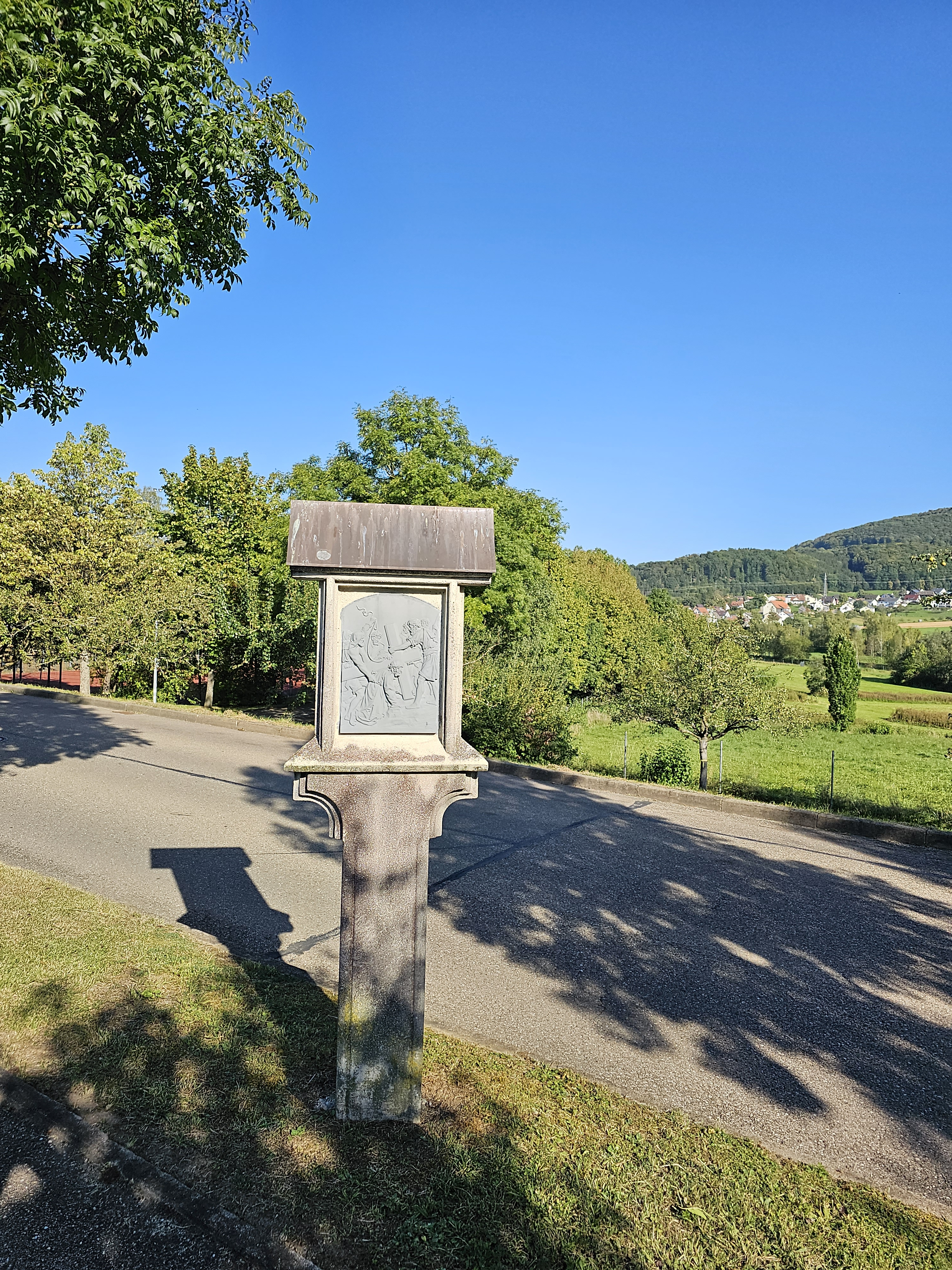
Der Kreuzweg am Kappelberg

## Politik

### Ortschaftsrat
Der Ortschaftsrat des Stadtbezirks Hofen hat derzeit zehn Mitglieder, deren Amtszeit fünf Jahre beträgt. Die letzte Wahl fand bei den baden-württembergischen Kommunalwahlen am 9. Juni 2024 statt. Diese ergab folgende Zusammensetzung (die Veränderungen der Fraktionsstärke beziehen sich auf die vorletzte Wahl im Jahr 2019):
| Fraktion | Anzahl Sitze | Veränderung |
| -------- | ------------ | ----------- |
| CDU      | 7 Sitze      | ±0          |
| SPD      | 3 Sitze      | ±0          |

### Ortsvorsteher
Ortsvorsteher und damit Repräsentant des Stadtbezirks ist der 1975 gebürtige Hofener Christian Wanner. Wanner trat 2019 die Nachfolge des ehemaligen Leichtathleten Patriz Ilg an.

## Bildung
Hofen besitzt eine eigene Grundschule, die Kappelbergschule. Weiterführende Schulen befinden sich im benachbarten Stadtbezirk Wasseralfingen.

## Persönlichkeiten

### In Hofen geboren
- Johann Georg Allgeyer d. Ä. (* um 1670, † nach 1724), Orgelbauer (Geburtsort strittig, mutmaßlich auch Neunstadt)
- Johann Georg Allgeyer d. J. (* um 1719, † 1806 ebenda), Orgelbauer
- Patriz Ilg (* 5. Dezember 1957 in Oberalfingen), ehemaliger Leichtathlet, ehemaliger Ortsvorsteher von Hofen
- Klemens Stock (* 12. Mai 1934), deutscher Priester und Hochschullehrer

### Mit Hofen verbunden
- Peter Maier-Asboe (* 30. Juni 1938; † 12. Dezember 1986), Architekt, Designer und Künstler, aufgewachsen in Oberalfingen und später dorthin zurückgekehrt